# Frutería

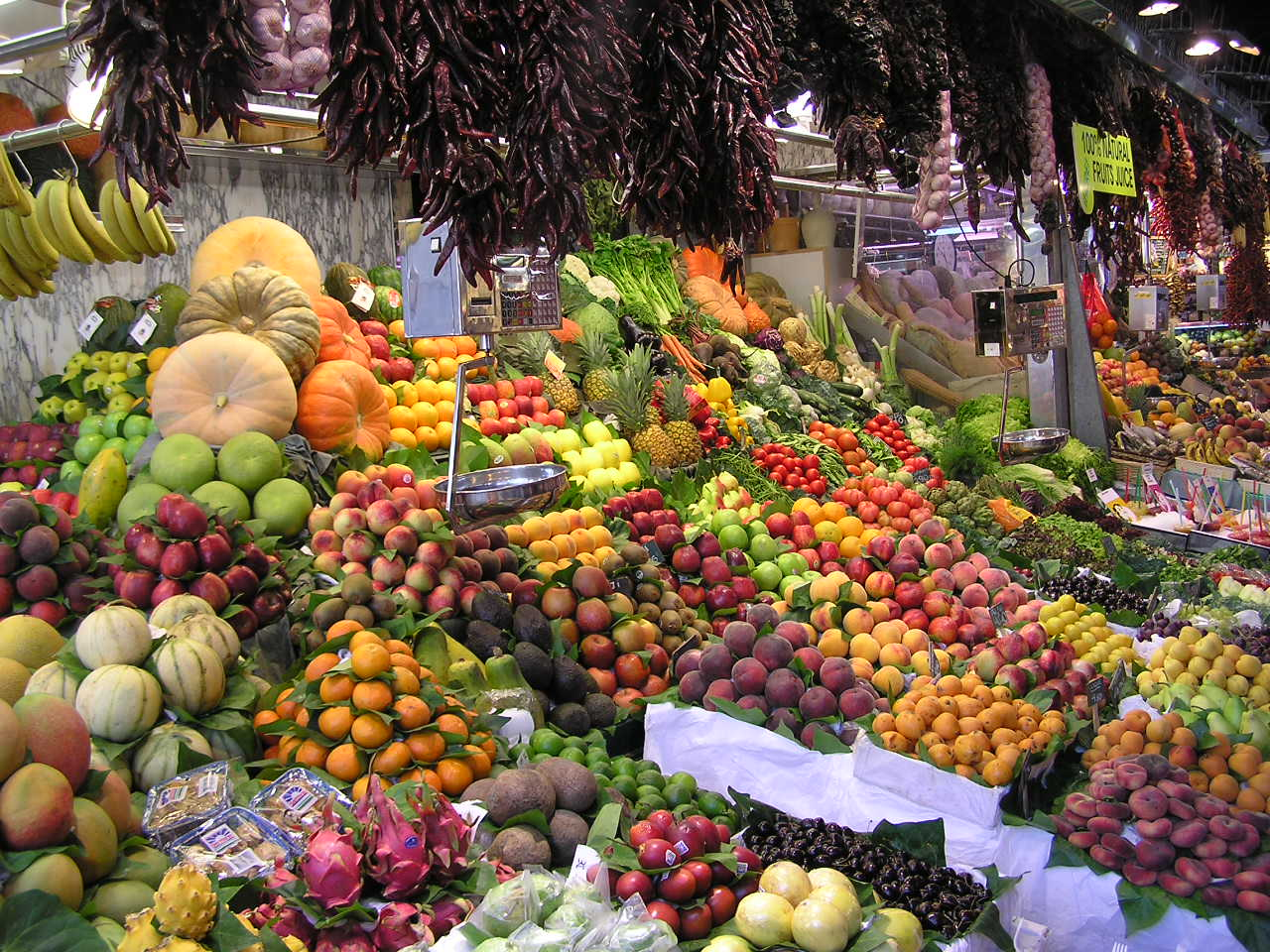
Frutería en Cataluña.

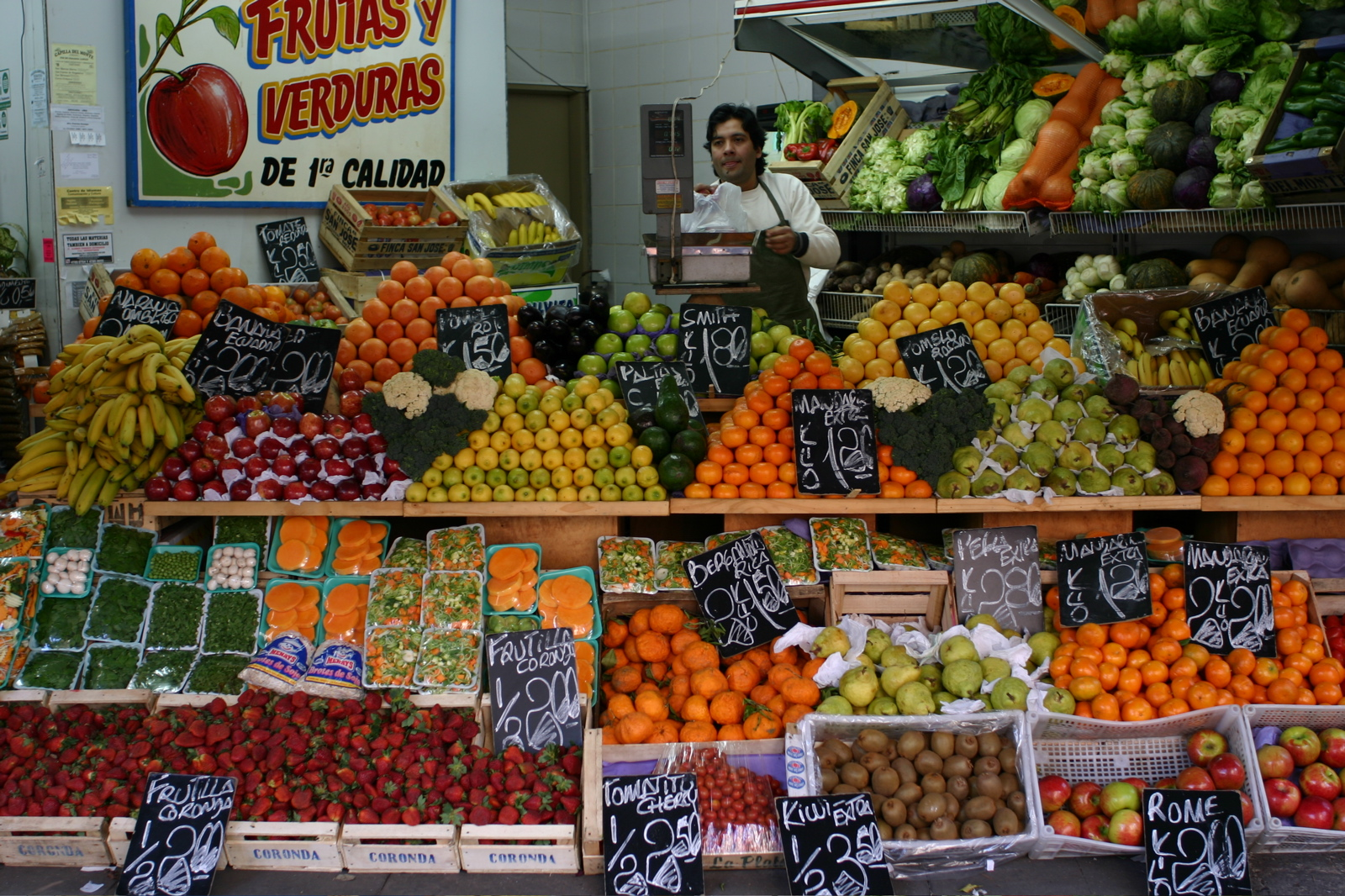
Verdulería en Buenos Aires.

Una verdulería o frutería es una tienda en la que se despachan y se venden frutas y verduras. El establecimiento así denominado ofrece a la clientela las frutas convenientemente clasificadas a la vista. El equipamiento de una frutería suele ser una balanza reglada y en algunos países habría algún refrigerador para conservar frescas algunas variedades. 

## Características
En algunos países existe un sistema automático de asignación de turnos a los clientes, mediante números en papeles en la entrada, pero en España se suele "pedir la vez"; esta operación consiste en preguntar a la gente que está delante del establecimiento para saber quién es el "último", cuando alguien se identifica el que preguntó pasa a ser el siguiente "último" en la cola. Este sistema se emplea también en otro tipo de tiendas. Hoy en día en las fruterías de tipo autoservicio esta operación ya no existe.